# المطاوي (الدوادمي)
المطاوي، هي قرية من فئة (أ) تقع في محافظة الدوادمي، والتابعة لمنطقة الرياض في السعودية. وتبعد المطاوي عن محافظة الدوادمي بمسافة تقارب () كم.